# As Super Novas
As Super Novas é o quinto álbum de estúdio da artista musical brasileira Ivete Sangalo. O seu lançamento ocorreu em 25 de outubro de 2005, através da editora discográfica Universal Music Brasil. Após o lançamento de seu primeiro álbum ao vivo, MTV ao Vivo, e o sucesso que seguiu-se, Sangalo terminou seu casamento com o músico Davi Mores e recebeu propostas da TV Globo para dedicar-se mais a projetos na televisão, mas ela colocou a proposta em espera, uma vez que pretendia dedicar-se a um novo trabalho musical. As gravações de As Super Novas ocorreram em agosto de 2005, em estúdios no Brasil, sob a produção musical de Alexandre Lins. Composto por doze faixas, sendo dez inéditas e duas regravações, liricamente aborda assuntos diversos, como relacionamentos amorosos, festas e celebrações ao estado da Bahia. A sonoridade do álbum incorpora elementos de uma variedade de gêneros musicais, dentre eles o funk, pop, lambada, funk carioca e zouk, além do axé music, principal estilo de Sangalo. O disco ainda apresenta a participação do artista compatriota Carlinhos Brown em uma das faixas presentes.
As Super Novas recebeu análises geralmente negativas da mídia especializada, com muitos resenhistas negativando as letras e concluindo que o material contido era excessivamente familiar aos anteriores. Entretanto, conquistou duas indicações a 8ª edição do Grammy Latino, onde concorreu aos prêmios Melhor Álbum de Pop Contemporâneo Brasileiro e Melhor Canção Brasileira, sendo que esta última foi direcionada a "Abalou". Em termos comerciais, o álbum mostrou-se um sucesso, listando-se entre os dez mais vendidos nas paradas musicais das publicações Billboard, Folha de S.Paulo e Época, enquanto classificou-se nas vinte primeiras posições da tabela oficial de Portugal. Tal desempenho resultou na emissão de um certificado de diamante e ouro entregues pela Pro-Música Brasil (PMB) e Associação Fonográfica Portuguesa (AFP), respectivamente. Foi o segundo mais adquirido no Brasil em 2005, acumulando mais de 1,2 milhão de unidades faturadas em sua totalidade, sendo o álbum de estúdio mais vendido da carreira solo de Sangalo.
O disco conta com três singles extraídos de seu alinhamento: o primeiro, "Abalou", recebeu boa receptividade das rádios e certificações por suas vendas. "A Galera" foi distribuída como a faixa de trabalho seguinte, sendo direcionada ao Carnaval de 2006. Seguindo de "Quando a Chuva Passar", o maior destaque do álbum, que posicionou-se na liderança das rádios por semanas e tornou-se uma das dez mais executadas de 2006 no país, sendo também incluída na trilha sonora da telenovela Cobras & Lagartos da Rede Globo, e ganhando prêmios de melhor música. A regravação da canção "Soy Loco Por Ti América" obteve destaque ao tornar-se tema de abertura da novela América, também da Globo. Em divulgação ao produto, a artista apresentou-se em diversos programas televisivos e iniciou a digressão Turnê D'As Super Novas em agosto de 2006, passando por casas de espetáculos e arenas.

## Antecedentes e desenvolvimento
Depois de lançar seu quarto álbum de estúdio Clube Carnavalesco Inocentes em Progresso em 2003, Sangalo celebrou seus dez anos de carreira gravando seu primeiro álbum ao vivo, em 21 de dezembro do mesmo ano, durante uma apresentação realizada no Estádio Octávio Mangabeira, em Salvador, Bahia, sob a produção da MTV Brasil. O registro, intitulado MTV ao Vivo, foi lançado em 2004, tornando-se um sucesso comercial absoluto; recebendo um certificado de diamante por suas vendas em CD, enquanto o DVD conquistou disco de diamante quíntuplo, além disso, foi um dos álbuns mais consumidos daquele ano em terras brasileiras e portuguesas. Foi o primeiro álbum de Sangalo a ser lançado em Portugal e tornou-se seu maior sucesso comercial na região, alcançando a terceira posição na tabela musical. Além de render uma miríade de prêmios da indústria da música à artista, incluindo a sua primeira vitória no Grammy Latino — onde recebeu o troféu de Melhor Álbum de Música Regional ou de Raizes Brasileiras — depois de cinco anos de indicações não vitoriosas. Em sua divulgação, a artista entrou em uma extensa turnê que ganhou datas no Brasil e no exterior, incluindo uma apresentação para 90 mil expectadores durante a primeira edição do Rock in Rio Lisboa ocorrido em 6 de maio. Em paralelo ao êxito profissional, sua vida pessoal sofreu mudanças; em 11 de outubro, ela anunciou publicamente a separação de seu então marido, o músico Davi Moraes, com quem estava casada desde 2002, citando indiferenças irreconciliáveis.
Em 2005, logo após finalizar os trabalhos de MTV ao Vivo, Sangalo começou a selecionar material para um novo disco. Nesse período, a TV Globo visava transformá-la em apresentadora. Oferecendo-a um programa musical semanal em suas tardes de sábado ou domingo, conforme a escolha da artista, que mais tarde seria lançado com o título de Estação Globo. Porém, naquele momento, ela decidiu colocar a proposta em espera, para concentrar-se na produção do disco, uma vez que após lançá-lo ela pretendia ter a liberdade de ir em outras redes divulgá-lo. Em 9 de agosto, Sangalo entrou oficialmente em estúdio para iniciar as sessões de gravação do projeto, nos estúdios Groove e Ilha dos Sapos, em Salvador, e Cia. dos Técnicos, no Rio de Janeiro, revelando que se estenderia até o fim daquele mês, entre os intervalos das apresentações da Turnê MTV Ao Vivo. Em virtude da agenda superlotada, a musicista acabou por ter pouco tempo para pesquisar repertório e para entrar em estúdio e registrar mais faixas para o disco, que acabou por conter apenas doze, um número menor em comparação aos seus trabalhos de estúdio anteriores. Para a produção musical do projeto, Sangalo alistou a colaboração de seu produtor de longa data, Alexandre Lins. Segundo a artista, sua gravadora garantiu-lhe total liberdade de escolha do repertório: "Eu tenho toda a liberdade do mundo, nem no estúdio eles foram para saber o que estava rolando". Apesar disso, a Universal solicitou a inclusão de mais músicas de sua autoria no disco, mas Sangalo recusou-se, alegando: "Eu achei que ainda não era a hora. Mas no meu próximo CD quero colocar mais músicas compostas por mim. Acredito que isso perpetua a obra do artista".

## Composição
Em termos de composição musical, As Super Novas foi considerado uma sequência dos álbuns anteriores da intérprete, interrompido pelo MTV Ao Vivo. Nesse sentido, os críticos musicais identificaram que no álbum, Sangalo continua a incorporar elementos de uma variedade de gêneros musicais na composição de suas canções, que incluem o funk, lambada, funk carioca, zouk, pop, além do axé music, seu gênero de assinatura. Liricamente, a maior parte do trabalho explora temas recorrentes nas obras da intérprete, que continuam apontando essencialmente para o amor a dois. Composta por Gigi, "Abalou", o número de abertura do álbum, é um desses exemplos. Musicalmente derivado do funk, contém arranjos construídos sob uso de metais. Em seus versos iniciais Sangalo profere: "Bastou você entrar na minha vida pra ficar tudo bem / Não quero desgrudar de você / É bom parar o tempo / Tem tudo pra dar certo nós dois/ Já sei que não tem jeito tá feito / Você me ganhou". Enquanto no refrão ela arremata este amor ideal: "Abalou, Abalou, sacudiu balançou/ coração é só felicidade/ Abalou, abalou isso sim é amor de verdade". Segundo a própria interprete, a música sugere forte influência a obras de artistas como George Clinton e Earth, Wind & Fire.
Num arranjo de vozes semelhante aos presentes em trabalhos do grupo Frenéticas, a segunda faixa, "Poder", uma composição de Sangalo, Gigi e Radamés Venâncio, também apresenta influências de funk. Segundo Liliana Onozato, redatora da Folha de Londrina, Sangalo, que também assina a autoria da canção, concentrou-se em escrevê-la "a partir de declarações de fãs que se casaram, passaram férias ou qualquer outra situação marcante ao som de suas músicas". Sua instrumentação provém de teclados e riffs de metais inspirados em canções de Tim Maia, além de um baixo elétrico tocado por Gigi, com um refrão que sugere a exaltação da pessoa amada; "Uh, yeah, yeah, yeah, quem tem o poder é vocêêê". Considerada a primeira balada do disco, "Pra Sempre Ter Você", escrita por Eva Cavalcante, é um típico samba-reggae. O axé music, principal gênero musical de Sangalo, se faz presente nas duas próximas faixas do disco; "A Galera", de autoria de Augusto Conceição, Fábio Alcântara, DJ Cuca, Rayala e Samir Trindade, liricamente descreve a cantora pedindo ao público para executar movimentos ao ouvir a canção; "A Galera / Tá no clima / Mão embaixo / Mão em cima", no qual um crítico sentiu ser possível antever a multidão obedecendo; seguidamente "Eh! Maravilha", de Gigi, apresenta Sangalo em seu "nicho de origem" ao explorar o Carnaval da Bahia como tema lírico.
"Zum Zum Ê", composta por DJ Cuca, Augusto Conceição e Fábio Alcântara, é um funk carioca de andamento acelerado que incorpora elementos de hip hop e rap em sua sonoridade. DJ Marlboro assina os arranjos da obra, enquanto Carlinhos Brown contribuiu vocalicamente com frases que aludem a um locutor de rádio comunitária. Em "Cadê Você?", de Márcio Brasil, a musicista explora o ritmo afro-caribenho zouk. A balada pop, "Quando a Chuva Passar" é uma canção amorosa e sentimental escrita por Ramón Cruz. Seu arranjo delicado é constituído por violinos, violas, violoncelo e a proeminência de um piano. Segue-se "Na Bahia", de autoria de Sangalo e Gigi, e como o próprio título sugere, é uma exaltação à cultura do estado, onde apresenta toques de axé e samba-reggae com forte presença de metais. De autoria de Lourenço, a décima canção, "Mega Beijo", apresenta um som mais voltado para o samba-rock. Por fim, o disco encerra-se com duas regravações: "Soy Loco Por Ti América", cantando inteiramente em portunhol, é uma composição de Gilberto Gil e José Carlos Capinan e gravada originalmente pelo cantor compatriota Caetano Veloso em seu álbum auto intitulado (1967). Enquanto a última, "Chorando Se Foi", é originária do grupo Kaoma, que por sua vez é uma versão em português da canção "Llorando se Fue" escrita pelos bolivianos Ulises Hermosa e Gonzalo Hermosa. Extraído de uma interpretação ao vivo realizada em um show da artista em Guarujá, São Paulo; aqui, o tema é retrabalhado como uma lambada com fortes elementos percussivos.

## Lançamento, arte e promoção

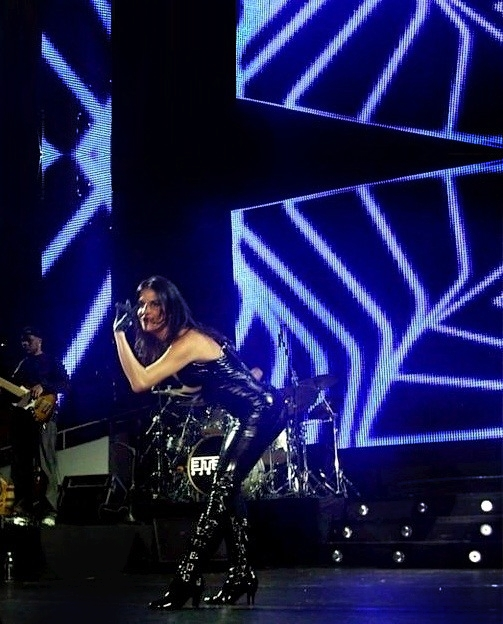
Sangalo interpretando "Abalou" durante a Turnê Maracanã em 2007.

As Super Novas chegou às lojas do Brasil em 25 de outubro de 2005, enquanto em Portugal seu lançamento ocorreu cinco dias depois. A capa do álbum, fotografada por André Schiliró, apresenta a intérprete trajando uma calça jeans de cor azul escura, top rosa com listas pretas, sandálias cor de rosa de salto alto e brincos com pena de pavão, de cabelos soltos ao vento, quase deitada em cima de uma moto com as nádegas arrebitadas e mão no queixo e a boca entreaberta. Abaixo, o título do disco, em tipologia gorda e colorida, emula a porta de uma danceteria. Segundo Sangalo, a concepção da foto partiu de seu irmão, Jesus, quando ela ainda estava em estúdio gravando o álbum. Ao ser indagada pela imprensa sobre por que apresentar-se de forma sensual na imagem, a artista respondeu: "Eu queria aparecer belíssima, bem sensual. Adoro aparecer bonita. Sou mulher. Além disso, quando resolvi fazer a capa do CD, eu me lembrei das capas nas quais Rose di Primo aparecia de biquíni". O álbum recebeu seu título a partir da inspiração pela era das coletâneas musicais lançadas na década de 1970, que traziam os grandes sucessos da época e que ganhavam títulos como "As Super Novas" ou "As Dez Mais". Para além disso, a cantora queria chamar atenção para suas novas canções, uma vez que ela acabava de sair de um projeto de regravações com o MTV Ao Vivo.
Para promover o lançamento de As Super Novas, Sangalo reuniu a imprensa no Hotel Unique, em São Paulo, em 25 de outubro de 2005, onde conversou com jornalistas de diversos veículos sobre os rumos de sua carreira e a produção do projeto. Na noite do dia seguinte, uma festa de lançamento para o álbum foi realizada no Terraço Itália, para 300 convidados, incluindo várias celebridades como os atores Carolina Ferraz, Paulo Vilhena, Daniela Escobar, Marcos Pasquim, a dupla pop Sandy & Junior, o músico americano Derrick Green e a apresentadora de televisão Adriane Galisteu. Em 20 de novembro, Sangalo foi ao Domingão do Faustão, da TV Globo, divulgar seu álbum. Na oportunidade, ela cantou ao vivo "Abalou", "Chorando se foi", "Soy Loco por Ti América" e dividiu os vocais com o compatriota Gilberto Gil em "Céu da Boca", esta última presente em MTV Ao Vivo. No dia posterior, a artista foi entrevistada no programa Hebe do SBT e interpretou "Abalou" e "Soy Loco por Ti América". Na mesma emissora, a intérprete serviu como a atração musical do Domingo Legal, transmitido em 4 de dezembro, onde executou as faixas do trabalho. Em 18 próximo, ela cantou "Abalou" durante a estreia de seu programa na TV Globo, o Estação Globo. A musicista também apresentou a canção em sua aparição no Caldeirão do Huck exibido em 29 de abril de 2006. Em 16 de maio, esteve na décima terceira cerimônia do Prêmio Multishow de Música Brasileira, onde cantou ao vivo "Quando A Chuva Passar".
Em apoio ao álbum, a brasileira excursionou em sua sétima digressão solo, Turnê D'As Super Novas, que estava prevista para estrear logo após o lançamento do disco, em janeiro de 2006, porém acabou sendo adiada para a segunda metade do ano, uma vez que a artista dedicou boa parte do primeiro semestre à datas em cidades europeias com a Ivete Sangalo Live!. O espetáculo, dirigido pela própria intérprete, trouxe cinco novos figurinos, um palco com 20 metros de cumprimento, telões de LED e o apoio de um corpo de baile formado por dez dançarinos. No início das apresentações a artista surgia no palco sentada em uma moto suspensa por um elevador, durante as canções de reggae um cenário similar a Jamaica era projetado, enquanto no bloco romântico ela cantava sentada em cima de um piano. Como era de tradição em suas turnês, o primeiro concerto foi realizado em Salvador, Bahia, no Parque de Exposições Agropecuárias, em 5 de agosto de 2006, reunindo 50 mil pagantes, com Sangalo anunciando que traria o espetáculo também para os Estados Unidos no fim do mês seguinte.

## Crítica profissional
| Críticas profissionais | Críticas profissionais |
| Avaliações da crítica  | Avaliações da crítica  |
| Fonte                  | Avaliação              |
| ---------------------- | ---------------------- |
| Carnasite              | [ 23 ]                 |
| Folha de S.Paulo       | Negativo               |
| Gazeta do Povo         | Regular                |
| Istoé Gente            | [ 20 ]                 |
| Pílula Pop             | (70/100)               |

As Super Novas recebeu avaliações geralmente negativas dos críticos especializados em música contemporânea. Marcello Santos, do postal Carnasite, foi positivo em sua avaliação, atribuindo ao projeto três de quatro estrelas, enfatizando que este é sem dúvidas superior aos "últimos trabalhos de estúdio da carreira solo de Sangalo" e que "o axé está um pouco mais presente neste álbum, em que a Banda do Bem dá mais um show de musicalidade e 'Veveta' sinaliza que seu reinado na música brasileira, se depender de sua vontade e talento, está longe de acabar". Hagamenon Brito, do jornal Correio da Bahia, comentou que o trabalho "não decepciona quem acompanha a carreira da cantora. Sobretudo após Clube Carnavalesco Inocentes em Progresso, influenciado pelo então namorado Davi Moraes". Emitindo uma nota 70 de 100, Braulio Lorentz do portal Pílula Pop, opinou positivamente sobre algumas canções como "Soy Loco Por Ti América", "Abalou", "Poder" e "Quando a Chuva Passar" que considerou ser "mais uma daquelas baladas bonitas, porém óbvias". Lorentz negativou a inserção da lambada no álbum e a regravação de "Chorando Se Foi", comparando As Super Novas à Confessions on a Dance Floor, trabalho de Madonna, dizendo que enquanto a última usa sampler do ABBA, Sangalo "grava uma lambada da década de 90? Poxa Ivete, nada a ver, né! [...] Lambada nova só é menos pior que lambada velha".
Em uma análise negativa, Luiz Fernando Vianna, do jornal Folha de S.Paulo, considerou o título do álbum um "engano, porque não há nada de novo nas 'supernovas' músicas gravadas", observando que a obra "mistura os ingredientes de sempre: refrãos quase onomatopaicos; exaltações a 'fevereiro', 'carnaval' e 'Bahia'; platitudes românticas; incentivos a abraços, beijos, ao pega-pra-capar; [...] e barulho, muito barulho. Por nada. Ou melhor, por dinheiro, muito dinheiro". Ao final, Vianna recomendou seus leitores a não ouvirem o material, justificando que "cansa os ouvidos e o corpo". Embora acreditasse que "com um bom repertório, Ivete seria uma boa cantora. Com o que canta, só faz bem à vista". Alexandre Werneck, do Jornal do Brasil, analisou que "Ivete não quer ser diferente, quer ser igual. Quando se começa uma faixa ou outra, até é possível, por conta dos arranjos dos metais, se lembrar de um pouco de Tim Maia e imaginar algum vigor, a falta de novidade, típica do axé, não permite que a moça exercite a boa voz que a natureza lhe deu". A publicação Gazeta do Povo ecoou pensamentos semelhantes, dizendo que "novidade mesmo só tem o repertório. De resto, a cantora mantém o estilo de sempre: produção limpinha, voz exagerada e músicas sacolejantes. E ai de quem mexer na fórmula!".
Rubens Lisboa, do website Infonet, criticou a qualidade lírica e de produção de As Super Novas, avaliando: "As letras são quase todas muito tolas e as melodias bastante batidas. Ivete não demonstra o capricho na produção de seus discos como se faz característico, por exemplo, nas produções de sua conterrânea Daniela Mercury". Ele considerou que a cantora tinha "fôlego para permanecer no caminho do sucesso" mas precisava "começar a pensar em renovar e incrementar o seu repertório sob a pena de começar a soar repetitiva". Concedendo duas de cinco estrelas, Mauro Ferreira da revista Istoé Gente escreveu uma crítica fria ao álbum, dizendo que nem os elementos de funk e ritmos latinos disfarçavam o caráter primário do repertório de Sangalo, que era formado por "letras e melodias pobres", e adicionando que "tanto ecletismo sinaliza salutar tentativa de renovar a desgastada axé music, só que Ivete, mais uma vez, apresenta um disco aquém de seu potencial como cantora".

### Reconhecimento
O trabalho encerrou 2005 como o quinto melhor disco brasileiro daquele ano com base em uma pesquisa encomendada pela Istoé Gente. "Quando A Chuva Passar" venceu o troféu de Música do Ano durante a 11ª edição do Prêmio Globo de Melhores do Ano, com Sangalo sendo também laureada a Melhor Cantora. Durante a 8ª cerimônia do Grammy Latino, "Abalou" foi nomeado a Melhor Canção Brasileira, enquanto As Super Novas constou na categoria Melhor Álbum de Pop Contemporâneo Brasileiro. No entanto, o primeiro perdeu a vitória para a composição "Caminho das Águas" de Maria Rita e o segundo foi derrotado pelo álbum Timeless de Sérgio Mendes. Também em 2006, a gravação rendeu a Sangalo uma indicação a Melhor Cantora Regional no Prêmio TIM de Música, mas perdeu para Balé Mulato de Daniela Mercury.

## Singles
Três singles comerciais foram lançados de As Super Novas. O primeiro, "Abalou" chegou às rádios do Brasil em novembro de 2005. Comercialmente, tornou-se uma das mais bem sucedidas da carreira de Sangalo, listando-se como a segunda canção mais demasiadamente executadas pelas estações de rádio do Brasil, em apenas um mês após seu lançamento. Apesar de liberada no último trimestre, finalizou o ano como a quadragésima mais executada de 2005 e do ano seguinte. Consequentemente, recebeu uma certificação de platina pela Pro-Música Brasil (PMB) após exceder vendas legais de 100 mil downloads digitais. "A Galera" começou a ser trabalhada em janeiro de 2006, sendo direcionada ao Carnaval daquele ano. Não teve boa receptividade das rádios e atingiu pouca rotatividade. O terceiro e último foco de promoção do registro, "Quando a Chuva Passar" integrou a trilha sonora nacional da telenovela Cobras & Lagartos da TV Globo. Obteve um excelente desempenho comercial, atingindo, por quatro semanas consecutivas, a primeira posição nas rádios brasileiras em setembro de 2006 e foi a décima mais reproduzida daquele ano, segundo um levantamento realizado pela Crowley Broadcast Analysis. A PMB o condecorou com um certificado de platina devido o excedente de 100 mil unidades na região.
Sangalo lançou "Soy Loco Por Ti América" como um single promocional, antes do lançamento do álbum, para ser apresentada como tema de abertura da telenovela da TV Globo, América, exibida em 2005. Com a saída do diretor Jayme Monjardim, que foi substituído por Marcos Schechtman, a autora Glória Perez retirou a primeira música de abertura da trama, "Órfãos do Paraíso", interpretada por Milton Nascimento, e em seu lugar adicionou a canção gravada por Sangalo. Apesar de também não ter sido lançada oficialmente como single, "Chorando Se Foi" converteu-se em uma das canções mais executadas pelas estações de rádio paulistas em abril de 2006.

## Lista de faixas
| As Super Novas |                                                     |                                                                                                   |         |  |
| N.º            | Título                                              | Compositor(es)                                                                                    | Duração |  |
| 1.             | "Abalou"                                            | Gigi                                                                                              | 3:53    |  |
| 2.             | "Poder"                                             | Ivete Sangalo · Gigi · Radamés Venâncio                                                           | 3:54    |  |
| 3.             | "Pra Sempre Ter Você"                               | Eva Cavalcante                                                                                    | 3:30    |  |
| 4.             | "A Galera"                                          | Augusto Conceição · Fábio Alcântara · DJ Cuca · Rayala · Samir Trindade                           | 3:48    |  |
| 5.             | "Eh! Maravilha"                                     | Gigi                                                                                              | 3:36    |  |
| 6.             | "Zum Zum Ê" (com a participação de Carlinhos Brown) | Conceição · Alcântara · Cuca                                                                      | 3:09    |  |
| 7.             | "Cadê Você?"                                        | Márcio Brasil                                                                                     | 4:12    |  |
| 8.             | "Quando a Chuva Passar"                             | Ramon Cruz                                                                                        | 4:06    |  |
| 9.             | "Na Bahia"                                          | Sangalo · Gigi                                                                                    | 3:45    |  |
| 10.            | "Mega Beijo"                                        | Lourenço                                                                                          | 3:34    |  |
| 11.            | "Soy Loco Por Ti América"                           | Gilberto Gil · José Carlos Capinan                                                                | 3:40    |  |
| 12.            | "Chorando Se Foi" (Llorando se Fue)                 | Ulises Hermosa · Gonzalo Hermosa · Chico de Oliveira · Márcia Freire (versão) · José Ari (versão) | 3:38    |  |
| Duração total: | Duração total:                                      | Duração total:                                                                                    | 44:52   |  |

## Créditos e pessoal
Lista-se abaixo os profissionais envolvidos na elaboração de As Super Novas, de acordo com o encarte do álbum:
Locais de gravação
| - Estúdio Ilha dos Sapos (Salvador, Bahia) - Estúdio Groove (Salvador, Bahia) - Estúdio Cia. dos Técnicos (Rio de Janeiro, Rio de Janeiro) |

Visuais e imagem
| - André Schiliró: fotografia - Tom Reis: maquiagem - Geysa Adnet: coordenação gráfica - Gê Alves Pinto: coordenação gráfica | - Igor Vaz: assistência de moda - Max Pierre: direção da arte - Patrícia Zuffa: estilista - Higor Alexandre: estilista |

Produção
| - Ivete Sangalo: arranjo, composição - Alexandre Lins: produção - Radamés Venãncio: composição, programação, arranjo, direção musical, programação - Fábio Almeida: coordenação, coordenação executiva - Santiago Almeida: coordenação - Mauro Araújo: assistência de produção - Daniel Silveira: gestão - Flávio Souza: mixagem - Gilberto Gil: composição - Márcio Brasil: composição - Ramon Cruz: composição - Lourenço: composição - Ulises Hermosa: composição - Gonzalo Hermosa: composição - Ramón Cruz: composição | - Larissa Meira: composição - Gigi: composição - Augusto Conceição: composição - Fábio Alcântara: composição - DJ Cuca: composição - Rayala: composição - Samir Trindade: composição - Eva Cavalcante: composição - Letieres Leite: arranjos - Anderson Trindade: assistência de produção - Felipe Medeiros: assistência de produção - DJ Marlboro: arranjos - Carlinhos Freitas: masterização - Eva Cavalcante: composição - Flávio Senna: mixagem - Gerson Silva: arranjo |

Instrumentação
| - Ivete Sangalo: vocais principais - Carlinhos Brown: vocais de apoio, vocais principais - José Alves: violino - Rick Amado: violino - Toinho Batera: bateria - André Becker: saxofone, barítono - Bernardo Bessler: spalla, violino - Marya Bravo: coral - Juninho Costa: violão - João Daltro: violino - Rudson Daniel: percussão - Emanuel Venâncio: bateria - Juju Gomes: coral - Eduardo Hack: violino - Walter Hack: violino - Letieres Leite: flauta, saxofone - Kesser Lima: loop - Alexandre Lins: percussão - Toinho Lopes: blocos, repique - Alexandre Lucas: coral - Patricia Sampaio Tavares: coral - Dalmo Medeiros: coral - Marcio Eymard Malard: violoncelo | - Marcelo Mariano: baixo - Joatan Nascimento: trompete - Daniela Penna: afoxé, claves, percussão, chocalho, tarola, timbales, triângulo - Cara DeCobra: agogô, bacurinhas, bongôs, congas, percussão, repique, sabar, surdo virado, timbales, vocais - Fabinho O'Brian: bacurinhas, congas, percussão, repique, sabar, surdo virado, timbales, vocais, xequerê - Gerson Silva: arranjo, guitarra - Radamés Venãncio: guitarra, teclados, piano - Antonella Pareschi: violino - Paula Prates: violino - Jesuina Noronha Passaroto: viola - Eduardo Pereira: viola - Pascoal Perrotta: arranjo de coral, violino - Iura Ranevsky: violoncelo - Alceu Reis: violoncelo - Marcello Isdebski Salles: violoncelo - Mariana Salles: violino - Rogério Rosa: violino - Guiga Scott Flugelhorn: trompete - Flávio Senna: mixagem |

## Desempenho comercial

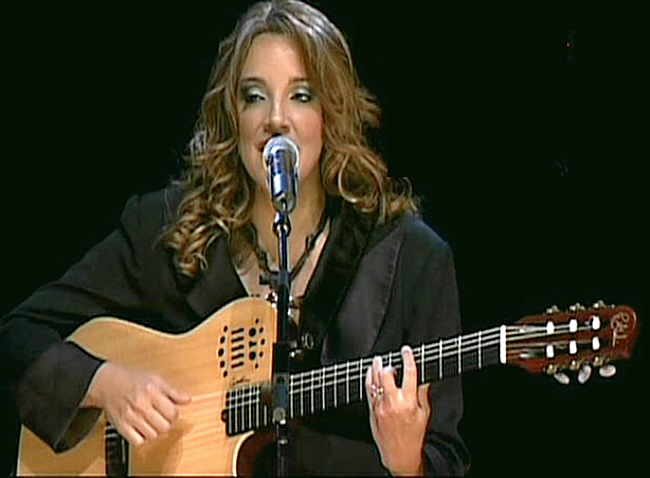
As Super Novas fechou 2005 como o segundo álbum mais vendido no Brasil, ficando atrás apenas de Perfil, de Ana Carolina (foto).

No âmbito comercial, As Super Novas foi um enorme sucesso; no Brasil, terra natal de Sangalo, antes mesmo de chegar às lojas, a rede de cosméticos Avon Products adquiriu 500 mil réplicas do produto para serem revendidas em seu catálogo. Adicionalmente, foram comercializadas duzentas mil cópias no varejo até 27 de novembro, fazendo com que a gravação somasse mais de 750 mil unidades distribuídas em sua primeira semana de lançamento. Em 12 de novembro a revista estadunidense Billboard divulgou que o conjunto havia estreado na oitava colocação em vendas no Brasil e ascendeu para o 4.º posto em agosto de 2006. Enquanto na parada de discos da revista Época, obteve o quarto lugar entre os discos mais comprados. Sua melhor posição foi no ranking de vendas de álbuns da cidade de São Paulo, divulgado pelo jornal Folha de S.Paulo, onde constatou a vice liderança na semana de 14 a 20 de setembro de 2006. Mais tarde, a Pro-Música Brasil (PMB) emitiu um certificado de diamante, que denotava que as vendas do produto já haviam chegado a um milhão de unidades. Com esse valor, tornou-se o segundo álbum mais adquirido em território brasileiro em 2005, atrás apenas de Perfil, de Ana Carolina. Em Portugal, As Super Novas também desempenhou-se bem; debutou na 21.ª colocação da tabela portuguesa de álbuns, marcando a quarta entrada de sua intérprete no gráfico. Na atualização posterior, subiu para sua posição de pico no número vinte. Constou na lista por 5 semanas consecutivas, deixando-a na 29.ª colocação. Como resultado, a Associação Fonográfica Portuguesa (AFP) emitiu um certificado de ouro ao projeto por ter sido comprado 20 mil vezes. Em sua totalidade, estima-se que o trabalho tenha ultrapassado a marca de 1,2 milhão de réplicas distribuídas, sendo o álbum de estúdio de Sangalo mais adquirido em toda a sua discografia.
| País — Tabela musical (2005—06)              | Posição de pico |
| -------------------------------------------- | --------------- |
| Brasil (Billboard)                           | 4               |
| Brasil (Época)                               | 4               |
| Brasil (Folha de S.Paulo)                    | 2               |
| Portugal (Associação Fonográfica Portuguesa) | 20              |

| País — Tabela musical (2005) | Posição |
| ---------------------------- | ------- |
| Brasil (Pro-Música Brasil)   | 2       |

| Região                                                                                             | Certificação | Unidades/Vendas |
| -------------------------------------------------------------------------------------------------- | ------------ | --------------- |
| Brasil (Pro-Música Brasil)                                                                         | Diamante     | 1 000 000*      |
| Portugal (AFP)                                                                                     | Ouro         | 20 000^         |
| *números de vendas baseados somente na certificação ^distribuições baseadas apenas na certificação |              |                 |

## Histórico de lançamento
| País     | Data                  | Formato             | Gravadora |
| -------- | --------------------- | ------------------- | --------- |
| Brasil   | 25 de outubro de 2005 | CD download digital | Universal |
| Portugal | 30 de outubro de 2005 | CD download digital | Universal |